# Baure
Cet article concerne la langue baure. Pour le peuple, voir Baure (peuple).
Le baure est une langue arawak parlée dans les basses-terres de Bolivie, plus particulièrement dans le département du Beni par le peuple Baure. 

## Vitalité
Selon les données de Crevels et Muysken (2009:15) et Crevels (2012:170), le nombre de locuteurs de baure serait de 67, ce qui en fait une langue en danger. Le groupe ethnique Baure compte de 3 000 à 5 000 personnes selon Danielsen (2012). Ils se répartissent dans les villages autour de Baure et El Carmen, dans la province d'Iténez. Les locuteurs maîtrisant la langue avec fluidité sont en majorité âgés de plus de 60 ans. Près de 500 personnes de plus de quarante ans ont une connaissance passive de la langue. Comme l'indique Danielsen (2012), tous les locuteurs de baure sont bilingues en espagnol, avec une meilleure maîtrise du baure que de l'espagnol pour les personnes les plus âgées. La langue baure est parlée dans des contextes limités, par exemple entre anciens, pour les salutations et plaisanteries amicales, pour conter les mythes, dans les discours rituels et chansons. Danielsen (2012) indique cependant que l'étude de la langue et les ateliers d'alphabétisation menés dans les basses-terres boliviennes permettent d'observer un regain d'intérêt pour la langue, avec davantage de transmission intergénérationnelle. 
Le baure devient une langue officielle de la Bolivie avec la promulgation du décret suprême n° 25894 du 11 septembre 2000, son statut devient en outre constitutionnalisé par la signature de la Constitution du pays en 2009. 